# Kapitel

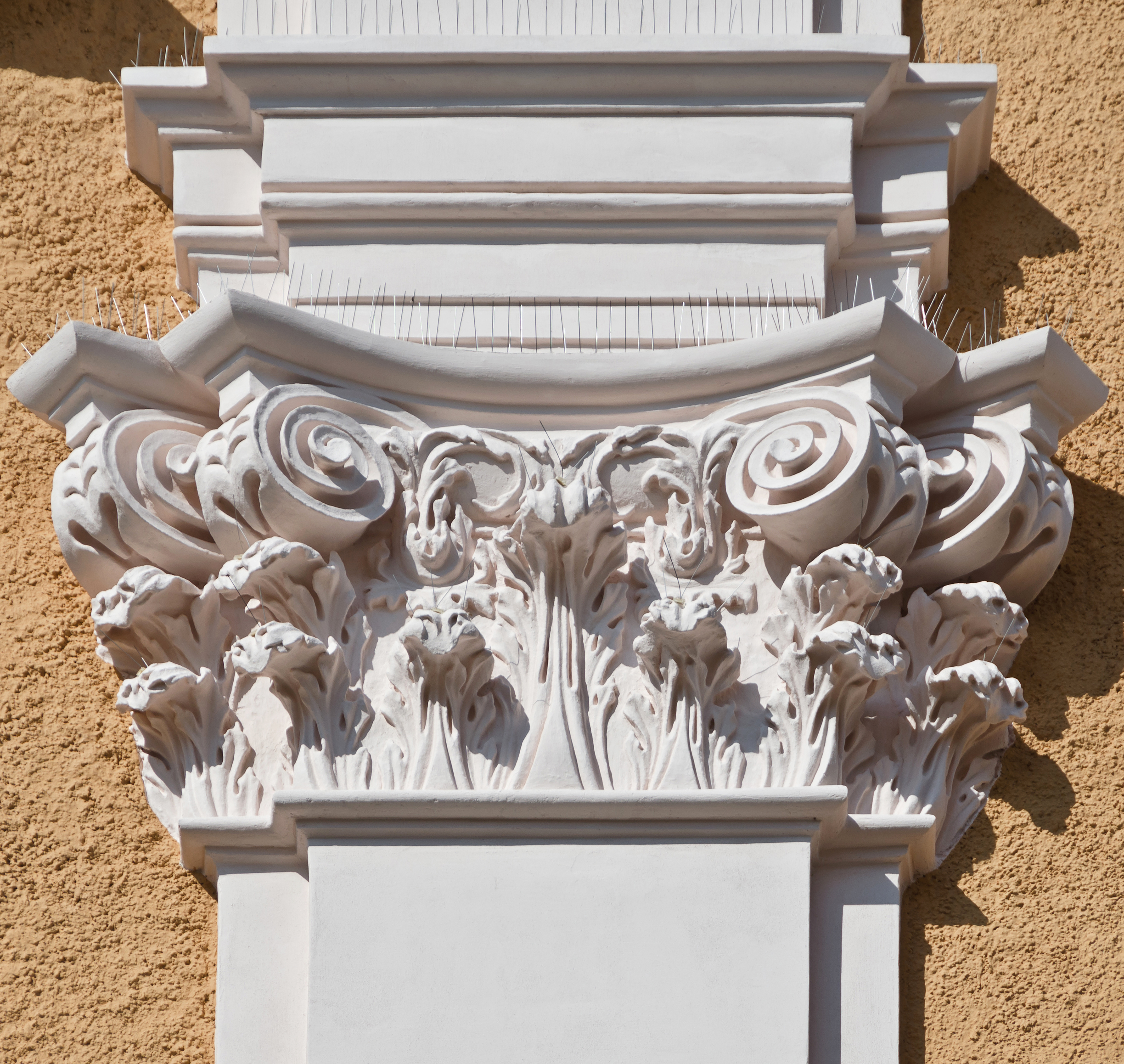
Kapitel pilastrowy

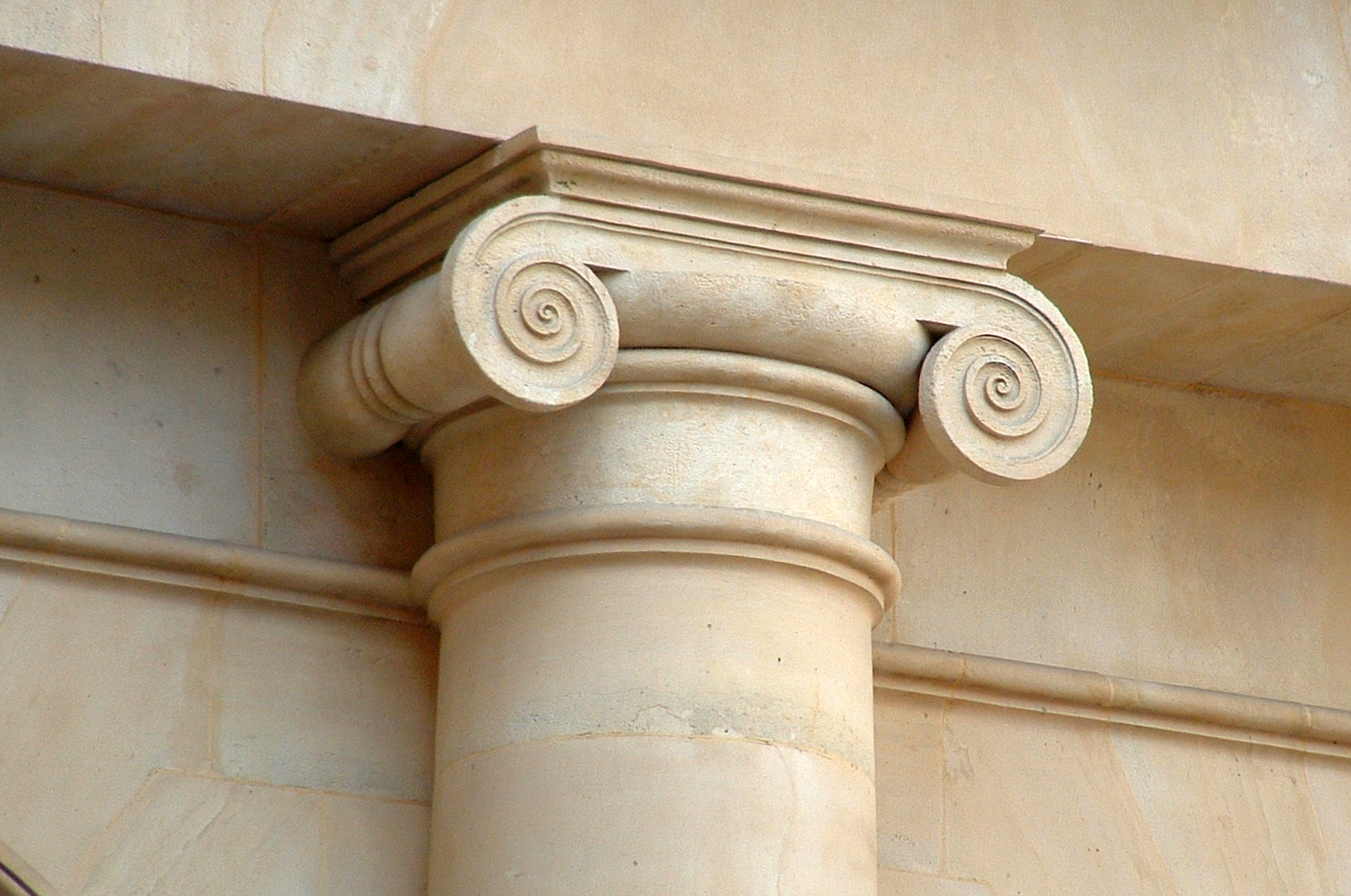
Kapitel joński

Kapitel (głowica) – najwyższa, wieńcząca część kolumny, filaru lub pilastra, będąca pośrednim członem konstrukcyjnym między podporą (np. trzonem kolumny) – od której jest szersza, co zapewnia bardziej stabilną konstrukcję całości – oraz elementami dźwiganymi (np. belkowaniem). Ze względu na swoje usytuowanie głowica pełni także funkcje dekoracyjne.
Głowice występują w architekturze od starożytności. Już w Egipcie stosowano w pełni rozwinięte, stylizowane głowice roślinne (palmowe, papirusowe lub lotosowe; te ostatnie w wersjach pąkowej i kielichowej). W kraju faraonów występowały również głowice figuralne z obliczem bogini Hathor oraz głowice heraldyczne. W Mezopotamii kapitele miały formy geometryczne, a w Persji zoomorficzne, które w czasach Achemenidów stały się skomplikowanymi, wieloczłonowymi formami zwieńczonymi zwierzęcymi protomami.
W architekturze greckiej każdy porządek architektoniczny miał charakterystyczną dla siebie głowicę. Dodatkowo we wczesnym okresie w porządku jońskim występowała głowica eolska.
W Rzymie oprócz greckich kapiteli pojawiły się kompozytowe i toskańskie.  Nie były one jednak oryginalnymi dziełami Rzymian, a jedynie rozwinięciem form greckich.
W architekturze bizantyjskiej stosowano głowice nasadkowe z impostem oraz trapezoidalne, fałdowe i koszowe. Te ostatnie zdobiła płytka dekoracja reliefowa zwana plecionką. W budownictwie islamskim obok klasycznych kapiteli stosowano również bogato dekorowane głowice stalaktytowe.
W architekturze romańskiej występowały głowice kostkowe (tworzyły je kule i sześciany, których przenikanie się tworzyło z każdej strony płaskie, półkoliste tarcze), blokowo-kielichowe oraz kielichowe (w formie dzwonowatej). Zdobiono je motywami geometrycznymi, roślinnymi i figuralnymi. Głowice z tymi ostatnimi motywami tworzyły nieraz całe cykle ikonograficzne. Kapitele gotyckie miały przeważnie dekorację roślinną. Wyróżnia się tu głowice pączkowe zwane też czołgankowymi oraz głowice liściaste. W okresie tym spotkać można też głowice bliźnie, w których podwójny kapitel wiązał dwie kolumienki.
W architekturze nowożytnej powrócono do klasycznych typów głowic.